# Wilhelm Blumenberg

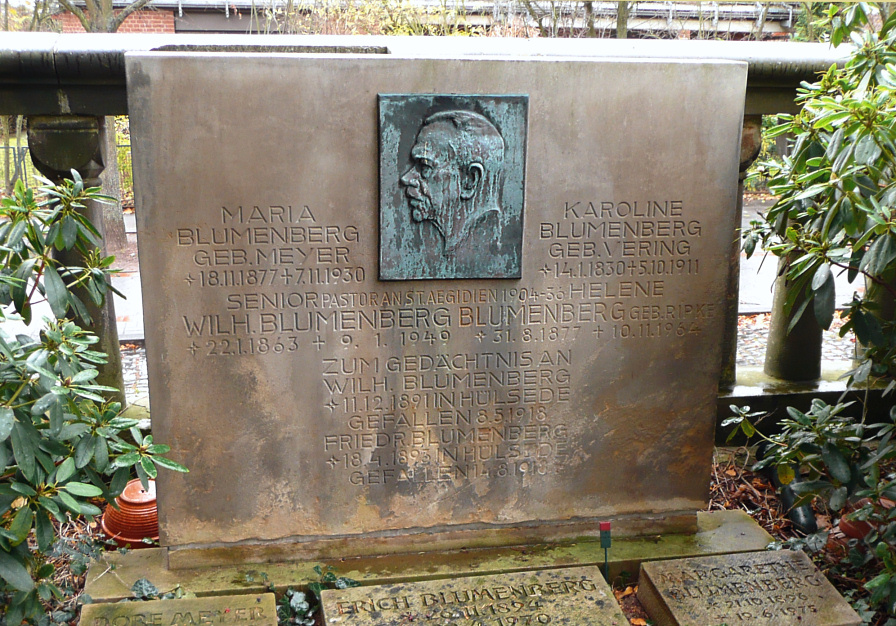
Grab auf dem Stadtfriedhof Engesohde

Wilhelm Blumenberg (vollständiger Name Heinrich August Wilhelm Blumenberg; * 22. Februar 1863 in Hannover; † 9. Januar 1949 ebenda) war ein evangelischer Theologe und Pastor in Hannover.

## Leben
Blumenberg war der Sohn eines Schuhmachers. Nach dem Theologiestudium in Göttingen von 1883 bis 1886 war er zunächst als Lehrer tätig. 1889 wurde er Pastor in Hülsede, von 1904 bis 1936 war er Pastor an der Aegidienkirche in Hannover. 1924 wurde er Senior des geistlichen Stadtministeriums, des Kollegiums der Geistlichen an den vier Innenstadtkirchen Hannovers (Marktkirche, Aegidienkirche, Kreuzkirche, Schlosskirche). „Er sprach hannoversches Platt und war ein Prediger von großer Volkstümlichkeit.“. Er war aktiv im Heimatbund Niedersachsen, dem Ostasiatischen Missionsverein und der Gesellschaft der Freunde Wilhelm Raabes, mit dem er befreundet war. Außerdem war er Mitglied der DDP, der Hannoveraner Freimaurerloge Zur Ceder und Vater des sozialdemokratischen Publizisten und Widerstandskämpfers Werner Blumenberg (1900–1965).

## Ehrengrab
Das Ehrengrab für Wilhelm Blumenberg findet sich auf dem Stadtfriedhof Engesohde in Hannover, Abteilung 4, Grabnummer 14 a-c.

## Auszeichnungen
- 1948: Ehrenmitgliedschaft im Heimatbund Niedersachsen
- Nach ihm benannt: Senior-Blumenberg-Gang in der Nähe seiner ehemaligen Pfarrkirche St. Aegidien in Hannover.

## Schriften
- Jacobus Sackmann und seine Zeit. Geibel, Hannover 1911.
- Wie die Stadt Hannover vor 400 Jahren evangelisch wurde. Nach gleichzeitigen Urkunden und Berichten dargestellt. Verlag des Stadtkirchenausschusses Hannover, Hannover 1933.